# Бинсванген
Бинсванген (њем. Binswangen) општина је у њемачкој савезној држави Баварска. Једно је од 27 општинских средишта округа Дилинген ан дер Донау. Према процјени из 2010. у општини је живјело 1.351 становника. Посједује регионалну шифру (AGS) 9773116.

## Географски и демографски подаци
Бинсванген се налази у савезној држави Баварска у округу Дилинген ан дер Донау. Општина се налази на надморској висини од 440 метара. Површина општине износи 11,9 km².

## Становништво
У самом мјесту је, према процјени из 2010. године, живјело 1.351 становника. Просјечна густина становништва износи 113 становника/km².

## Међународна сарадња
| Мјесто | Држава    | Врста сарадње | Од    |
| ------ | --------- | ------------- | ----- |
|        | Француска | партнерство   | 1989. |
| Извор  |           |               |       |